# 征服梅里利亞
征服梅里利亞，是西班牙王國在1497年9月派出艦隊對摩洛哥城市梅利利亞的圍攻。
征服計劃的決定在1492年格拉納達王國投降後形成，西班牙指揮官萊斯卡諾和洛倫佐扎弗拉在當年秋季訪問北非海岸以確定可能反攻的地點，梅利利亞被確定為目標。不過根據1494年《托德西利亚斯条约》那里是葡萄牙的勢力範圍，但葡萄牙國王破例允許西班牙試圖征服梅利利亞。
當時西班牙派出佩德羅·伊斯托賓納前往梅里利亞，幾乎沒經戰鬥便征服了全市，因為摩洛哥內部衝突使它防禦被削弱。瓦塔斯王朝統治者穆罕默德·謝赫派出騎兵試圖奪回城市的控制權，但他們受西班牙艦隊的槍炮擊退。
摩洛哥在1694–1696年和1774年試圖奪回梅利利亞也失敗收場。